# MAFRA
MAFRA, a.s., je největší česká mediální společnost (vydavatelství), jež vydává deníky Mladá fronta DNES a  Metro, větší množství časopisů a provozuje internetové portály iDNES.cz a Lidovky.cz. Do mediální skupiny dále patří také tiskárny, hudební televize Óčko a virtuální operátor MOBIL.CZ. Skupina zahrnuje také druhé největší slovenské vydavatelství Mafra Slovakia. Skupinu vlastní od roku 2024 Kaprain Group podnikatele Karla Pražáka.

## O společnosti
Součástí skupiny jsou také dvě divize tiskárny Mafraprint v Praze a Olomouci. Vlastní rovněž televizní agenturu TVD a má také podíl v největší české společnosti pro distribuci tisku PNS i v konkurenčním Mediaprintu. Dvacetiprocentní podíl držela rovněž v podniku Vltava-Labe-Press, jenž vydává četné regionální noviny (Deníky Bohemia, Deníky Moravia a bulvární deník Šíp) – ten ale v roce 2009 vyměnila za podíl ve slovenském listu SME. Mediální skupina MAFRA sídlí v budově Anděl Media Centrum v Praze na Smíchově na místě neoficiálně označeném jako Mafra Plaza.

### Historie
Většinovým vlastníkem MAFRY byla od roku 1994 německá společnost Rheinisch-Bergische Druckerei- und Verlagsgesellschaft (RBDV), která patří rodinám Arnold, Betz, Droste, Alt a Ebel (k datu 2008). V Německu vydává deník Rheinische Post.
V červnu 2013 skupinu koupil Agrofert vlastněný Andrejem Babišem, tedy jen několik měsíců před předčasnými volbami do Parlamentu ČR v roce 2013. Akvizici následně v srpnu 2013 schválil Úřad pro ochranu hospodářské soutěže. Agrofert skupinu převzal 10. října 2013; odpovídající zápis v obchodním rejstříku byl proveden 16. října 2013. V listopadu 2013 soud pravomocně rozhodl, že společnost Mladá fronta nesmí používat v názvu svého deníku E15 slovní spojení "Mladá fronta", protože se tím dopouští nekalé soutěže.
V říjnu 2018 byl oznámen prodej vydavatelství Bauer Media, vydávající převážně volnočasové a lifestylové časopisy pro ženy (např. Pestrý svět, Rytmus života nebo Chvilka pro tebe) vydavatelství MAFRA. V listopadu 2018 prodej schválil antimonopolní úřad. Dne 4. prosince 2018 bylo portfolio časopisů Bauer Media začleněno do mediální skupiny MAFRA.
V roce 2023 probíhá jednání o prodeji mediálního domu MAFRA, avšak v březnu 2023 byla jednání přerušena, protože Andrej Babiš neví, zda chce prodat. Cena se během jednání vyšplhala z původních asi 150 milionů eur nad hranici 180 milionů (asi 4,3 miliardy korun), co je na ztrátovou společnost velmi příznivá výše. Zahájení prodeje Babišova mediálního impéria se časově kryje s projednáváním novely zákona o střetu zájmů, která vzniká z iniciativy Pirátů a jejímž deklarovaným cílem je zamezit tomu, aby aktivní politici mohli souběžně ovládat média. Z původních zájemců zůstala trojice složená ze tří domácích miliardářů: Daniela Křetínského (vlastní vydavatelství Czech Media Center), uhlobarona Pavla Tykače a zbrojaře Michala Strnada. V únoru 2024 byla MAFRA, Rádio Impuls a chemička Synthesia prodány do rukou skupiny Kaprain miliardáře Karla Pražáka, který měl zájem primárně o chemičku.

## Vydavatelské a mediální portfolio[16]

### Zpravodajství

#### Deníky
- Mladá fronta DNES

zdarma
- Metro

#### Zpravodajské týdeníky
- Téma

zdarma
- 5 plus 2

#### Online
- iDNES.cz
- Lidovky.cz

### Časopisy

#### Pro ženy, lifestyle
- Žena a život
- Tina
- Chvilka pro tebe
- Claudia
- Cosmopolitan
- Bazaar
- Esquire

#### Společenské
- Pestrý svět
- Rytmus života
- Čas pro hvězdy

#### Programové
- Týdeník Televize
- TV max
- TV14 plus
- TV Revue

Pro děti
- Luštění pro děti

Příběhové
- Napsáno životem
- Čas na lásku

### Internet
- Expres.cz
- eMimino.cz
- Televize.cz
- JenProMuže.cz
- JenProŽeny.cz
- JenProHolky.cz
- Dolcevita.cz
- Bazaar.cz
- AkcniCeny.cz
- Portmonka.cz
- VratnéPeníze.cz
- rajče.net
- Arome.cz
- Acomware.cz
- Antiyoutuber.cz

### Televize
- Óčko
- Óčko Star
- Óčko Expres
- Óčko Black

### Rozhlas
- Rock Zone

### Virtuální operátor
- MOBIL.CZ

## Mafra Slovakia
Mafra Slovakia je slovenské vydavatelství, které na tamním trhu působí od roku 1992, původně pod názvem Ecopress. V roce 2013 koupil vydavatelství Andrej Babiš a mediální skupina byla přejmenována od roku 2015 na Mafra Slovakia. Do mediálního domu Ecopress patřil deník Hospodárske noviny a zpravodajský web HNonline.sk. Původním vlastníkem domu Ecopress byl skrze české vydavatelství Economia český podnikatel Zdeněk Bakala. Vydavatelství MAFRA Slovakia založila na slovenském trhu několik nových časopisů (např. Čarovné Slovensko a časopis Téma podle českého vzoru Téma). V prosinci 2018 byla do Mafra Slovakia začleněna slovenská odnož vydavatelství Bauer Media, vydávající převážně časopisecké tituly. Vydavatelství Bauer Media Slovakia bylo spolu s českou odnoží v listopadu 2018 zakoupeno koncernem Agrofert, vlastněným Andrejem Babišem.

### Portfolio

#### Zpravodajství

##### Deníky
- Hospodárske noviny

##### Zpravodajské týdeníky
- Téma

##### Online
- HNonline.sk

#### Časopisy

##### Pro ženy, lifestyle
- Evita
- Balans
- Tele magazín
- Chvíľka pre teba
- Lenna
- Všetko pre ženu
- Najlepšie Krížovky

##### Společenské
- Rytmus života
- Noviny do pohody

##### Programové
- Euro Televízia
- TV max

##### Příběhové
- Čas na lásku
- Napísáné životom
- Príbehy zo života

##### Populárně-naučné
- Svet poznania

##### Odborné
- Zdravotnícke noviny
- Stratégie
- Diabetik
- HORECA
- Obchod
- RUNGO